# Samy Tory
Samy Tory (21 december 2004) is een Marokkaans-Belgisch voetballer die onder contract ligt bij Standard Luik.

## Clubcarrière
Tory ondertekende in juli 2022 zijn eerste profcontract bij Standard Luik, de club waar hij zich in 2011 aansloot. Op 21 oktober 2022 maakte hij zijn profdebuut in het shirt van SL16 FC, het beloftenelftal van Standard dat vanaf het seizoen 2022/23 uitkomt in Eerste klasse B: op de tiende speeldag liet trainer Joseph Laumann hem in de 2-1-zege tegen Excelsior Virton in de 84e minuut invallen voor Rayan Berberi. In de zomer van 2024 brak Standard zijn contract open tot 2025, met optie op een extra jaar.

## Clubstatistieken
| Seizoen         | Club            | Land            | Competitie            | Competitie | Competitie | Beker | Beker | Supercup | Supercup | Europees | Europees | Totaal | Totaal |
| Seizoen         | Club            | Land            | Competitie            | Wed.       | Dlp.       | Wed.  | Dlp.  | Wed.     | Dlp.     | Wed.     | Dlp.     | Wed.   | Dlp.   |
| --------------- | --------------- | --------------- | --------------------- | ---------- | ---------- | ----- | ----- | -------- | -------- | -------- | -------- | ------ | ------ |
| 2022/23         | SL16 FC         | Vlag van België | Eerste klasse B       | 3          | 0          | —     | —     | —        | —        | —        | —        | 3      | 0      |
| 2023/24         | SL16 FC         | Vlag van België | Eerste klasse B       | 16         | 1          | —     | —     | —        | —        | —        | —        | 16     | 1      |
| 2024/25         | SL16 FC         | Vlag van België | Eerste nationale ACFF | 2          | 0          | —     | —     | —        | —        | —        | —        | 2      | 0      |
| Carrière totaal | Carrière totaal | Carrière totaal | Carrière totaal       | 21         | 1          | 0     | 0     | 0        | 0        | 0        | 0        | 21     | 1      |

Bijgewerkt op 16 april 2025.
3 Ngoy ·
4 Šutalo ·
5 Bolingoli ·
6 Sotiris ·
7 Bulat ·
8 Price ·
9 Zeqiri ·
10 Đukanović ·
11 Ayensa ·
13 Fossey ·
14 Kuavita ·
15 Doumbia ·
17 Camara ·
19 Badamosi ·
20 Karamoko ·
24 O'Neill ·
25 Hautekiet ·
29 Dierckx ·
30 Henkinet ·
40 Epolo ·
41 Szalai ·
44 Bates ·
45 Godfroid ·
51 Noubi ·
53 Calut ·
77 Hountondji ·
88 Lawrence ·
99 Poitoux ·
Coach: Leko